# Autotransformateur

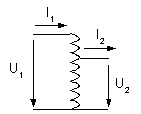
Symbole d'un autotransformateur.
1 indique le primaire ;
2 le secondaire

D'après la définition de la  Commission électrotechnique internationale, un autotransformateur est un « transformateur dont au moins deux enroulements ont une partie commune ». Concrètement il s'agit d'un transformateur ne disposant que d'un seul enroulement, le secondaire étant une partie de l'enroulement primaire. Le courant alimentant le transformateur parcourt le primaire en totalité et une dérivation à un point donné de celui-ci détermine la sortie du secondaire.

## Avantages
En comparaison d'un transformateur à deux enroulements de même puissance l'autotransformateur a les avantages suivants dus à l'économie d'un enroulement, il est :
- plus petit[3],[4] ;
- moins cher[5],[6] ;
- plus efficace, son rendement est plus élevé[5],[4].

Le gain en coût et en taille est dû à la section des conducteurs, qui peut être choisie plus petite que sur un transformateur classique. En effet, l'enroulement entre le secondaire et le point froid ne conduit que la différence entre le courant du secondaire et celui du primaire. Ce courant est donc inférieur à celui du secondaire conduit par un transformateur classique.  
Par ailleurs l'usage d'un seul enroulement physique pour le secondaire et le primaire permet également des économies en taille.

## Inconvénients

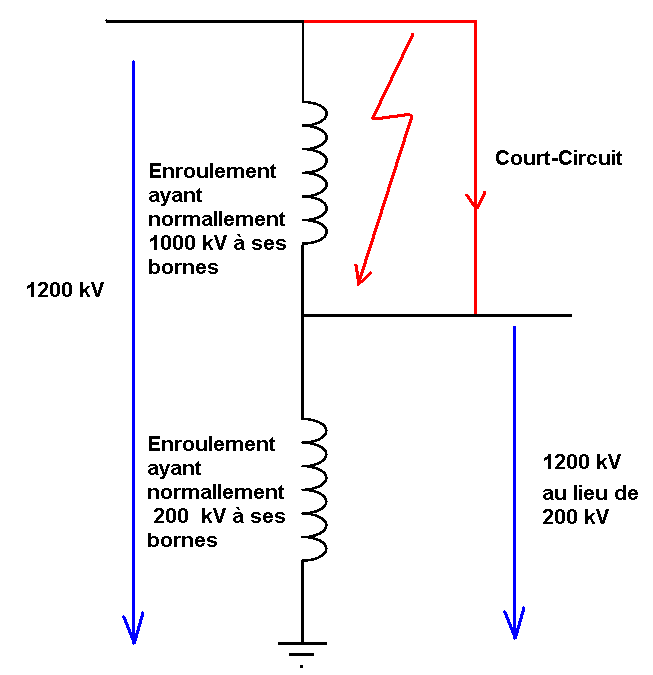
En cas de court circuit, un risque existe que la tension du secondaire devienne égale à celle du primaire.

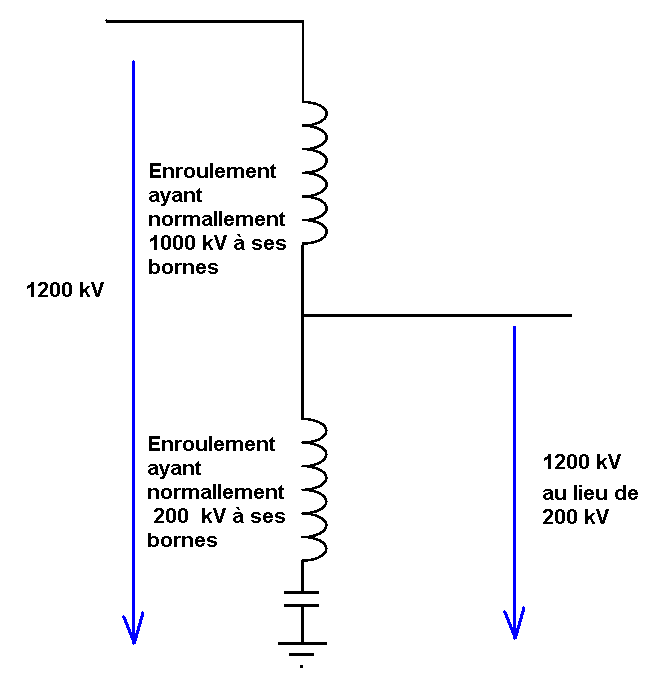
En cas de défaut au secondaire, un risque existe que la tension du secondaire devienne égale à celle du primaire.

Toutefois à côté de ces avantages l'autotransformateur a également des défauts importants :
- il ne dispose pas d'une isolation galvanique entre le primaire et le secondaire[3], ce qui peut-être dangereux, entre autres dans le cas où l'enroulement primaire aurait un défaut (voir image), ou si l'enroulement secondaire est ouvert, la tension aux bornes du secondaire pourrait être égale à celle du primaire[8] ;
- le courant de court-circuit d'un autotransformateur est significativement plus élevé que celui d'un transformateur classique[8].

## Connexion
Le fait qu'un autotransformateur soit relié à la terre, permet d'envisager une isolation non uniforme. Cela implique également que son couplage doit se faire en étoile en triphasé.

## Applications
L'autotransformateur n'est intéressant que lorsque les tensions d'entrée et de sortie sont du même ordre de grandeur : par exemple, 230 V/115 V ; plus le rapport de la tension d'entrée sur la tension de sortie se rapproche de 1, plus l'autotransformateur sera de faible importance en termes de masse et encombrement,.
Ils sont surtout utilisés pour raccorder des réseaux de très haute tension. Ainsi en France, l'autotransformateur est systématiquement utilisé pour le raccordement entre le réseau 225 kV et 400 kV.
En Grande-Bretagne les autotransformateurs sont utilisés pour raccorder le réseau 400 kV au réseau 132 kV et parfois entre le 275 kV et le 132 kV. Dans le réseau belge les autotransformateurs sont utilisées pour le raccordement 380⁄220 kV.
Ce type de transformateur est également utilisé dans le domaine ferroviaire pour l'alimentation 2 × 25 kV.
Un type particulier d'autotransformateur triphasé est utilisé pour le démarrage des moteurs asynchrones en permettant de limiter la pointe d'intensité et le couple au démarrage.

## Normes applicables
- CEI 60989, Transformateurs d'isolement à enroulements séparés, autotransformateurs, transformateurs variables et bobines d'inductance, version 1991.
- CEI 60076-8, Transformateurs de puissance – Guide d'application clause 3, version 1997.